# Chronologie de l'invasion de l'Ukraine par la Russie (novembre 2024)
Cet article fait partie de la chronologie de l'invasion de l'Ukraine par la Russie et présente une chronologie des événements clés de ce conflit durant le mois de novembre 2024.
Pour les événements précédents, voir Chronologie de l'invasion de l'Ukraine par la Russie (octobre 2024).
Pour les événements suivants, voir Chronologie de l'invasion de l'Ukraine par la Russie (décembre 2024).
- Invasion de l'Ukraine en cartes : l'évolution des combats semaine après semaine

## Chronologie des évènements

### 1ernovembre
Kiev aurait identifié trois officiers nord-coréens envoyés en Russie : 
- le colonel-général Kim Yong-bok, qui commande les forces spéciales,
- le colonel-général Ri Chang-ho, chef d’état-major adjoint
- le major-genéral Sin Kum-cheol,

ainsi que 10 000 militaires nord-coréens dont jusqu’à 8 000 « déployés dans l'oblast de Koursk.

### 2 novembre
Les forces russes affirment avoir conquis Trudove (uk) et Kourakhivka dans l'oblast de Donetsk, ainsi que Perchotravneve dans l'oblast de Kharkiv.

### 3 novembre
La société Thales belgium et une société ukrainienne anonyme ont signé un accord pour construire des missiles guidés FZ275 LGR (en) en Ukraine pour les utiliser contre les drones,.

### 4 novembre
Andriy Kovalenko, directeur du Centre de lutte contre la désinformation du gouvernement ukrainien, affirme que les forces nord-coréennes aidant l'effort de guerre russe dans l'oblast de Koursk ont été prises sous le feu pour la première fois. Les hauts responsables des services de renseignement ukrainiens confirment l'engagement, marquant la première intervention militaire étrangère depuis le début de l'invasion,,.

### 5 novembre
L'organisation DeepState confirme que les forces russes ont pris Stepanivka (uk), oblast de Donetsk, situé sur la rive nord du réservoir de Kourakhove.

### 6 novembre
Selon Deep State, l'armée russe a pris le contrôle de 490 km2 de territoire en octobre.
Une attaque de drone a été signalée dans la république russe du Daghestan, ciblant la garnison de la flottille de la Caspienne de la marine russe à Kaspiisk, située sur la mer Caspienne, et qui  aurait endommagé au moins deux navires russes.
Le général de division Pavel Klimenko, commandant de la 5e brigade de fusiliers motorisés de l'armée russe basée dans l'oblast de Donetsk, a été tué lors de combats en Ukraine, devenant ainsi le huitième général russe à être tué au combat depuis le début de l'invasion. Selon une enquête de l'ASTRA (reconnu comme un agent étranger en Russie), Klymenko a organisé la torture de militaires russes sur le territoire de Donetsk occupé,.

### 7 novembre
Quatre personnes sont tuées et dix-huit autres blessées, lorsque des bombes guidées russes ont frappé Zaporijjia.
Oblast de Donetsk, les troupes russes se rapprochent de la ville de Kourakhove, ainsi que des villages de Novooleksiїvka (uk), et Kreminna Balka (uk), situés au nord et, de Maksimivka (uk) et Bohoïavlenka (uk) situés au sud.

### 8 novembre
Une personne a été tuée, et au moins trente-huit autres sont blessées dans des frappes aériennes russes nocturnes à Kharkiv, Kiev et Odessa.
Roman Busargin (ru), gouverneur (ru) de l'oblast de Saratov, en Russie, rapporte que la raffinerie de pétrole de Saratov, qui fait partie de la structure de la compagnie pétrolière Rosneft, a été endommagée par une attaque de drone,,.
La société estonienne Frankenburg Technologies va fournir à l'armée ukrainienne des missiles antiaériens, spécialement conçus pour intercepter des drones, à des fins de test,.

### 9 novembre
Des drones du Service de sécurité d'Ukraine et des forces d’opérations spéciales ont frappé l'usine chimique Aleksinsky, appartenant à la société Rostec, dans l'oblast de Toula, en Russie, qui produit de la poudre à canon et des munitions pour les forces armées russes, ainsi que la centrale thermique et de cogénération d'Aleksinskaya (ru),,,.
500 missiles intercepteurs pour Patriot et NASAMS vont être envoyés par les États-Unis à l'Ukraine d'ici la fin de l'année.

### 10 novembre
En Russie, le HUR revendique la destruction d'un hélicoptère Mi-24 par un incendie sur la base aérienne Kline-5 (en) dans l'oblast de Moscou et affirme avoir détruit un dépôt de munitions situé dans l'oblast de Briansk.
Selon The Wall Street Journal les États-Unis accélèrent la livraison de 500 missiles intercepteurs à l'Ukraine, dont la livraison était initialement prévue en avril 2025.
Le président élu des États-Unis, Donald Trump, aurait eu un appel téléphonique avec Poutine, lui conseillant la retenue en Ukraine et mentionnant la présence militaire américaine en Europe, bien que le Kremlin ait nié que l'appel ait eu lieu.
Les responsables ukrainiens affirment que la Russie et la Corée du Nord ont amassé quelque 50 000 soldats pour reprendre les parties de l'oblast de Koursk tenues par l'Ukraine. Des soldats nord-coréens ont également été déployés dans l'oblast de Belgorod.

### 11 novembre
Le barrage du réservoir de Kurakhove (uk), près du village de Stari Terny dans l'oblast de Donetsk, a été détruit, provoquant le déversement de 20 millions de m³ d'eau (1/3 du volume total du réservoir) dans la rivière Vovtcha et menaçant les habitants des villages situés le long de celle-ci,.
La ministre finlandaise des Affaires étrangères, Elina Valtonen, s’est prononcée contre la « finlandisation » de l'Ukraine : elle estime qu'imposer la neutralité à l'Ukraine, comme ce fut le cas dans l'histoire finlandaise après la guerre avec l’URSS dans les années 1940, ne conduira pas à une solution pacifique à la crise avec la Russie. Dans une interview accordée à Reuters, Valtonen a déclaré : « Je suis contre la finlandisation. Qu'on se le dise, l'Ukraine était neutre avant d'être attaquée par la Russie. Ce n'est certainement pas quelque chose que j'imposerais à l'Ukraine. Certainement pas comme première alternative ».

### 12 novembre
Un drone ukrainien a attaqué un dépôt pétrolier près de la ville de Stary Oskol, situé dans l'oblast russe de Belgorod.
La Russie ordonne l'arrestation du juge (en) de la CPI Haykel Ben Mahfoudh (en), qui fait partie des trois juges qui ont émis des mandats d'arrêt contre l'ancien ministre de la Défense Sergueï Choïgou et le chef d'état-major général Valeri Guerassimov pour crimes de guerre en Ukraine.

### 13 novembre
Impliqué dans les bombardements de Vinnytsia le 14 juillet 2022, Valery Trankovsky (uk), chef de l'état-major de la 41e unité de navires lance-missiles de la flotte de la mer Noire, a été éliminé, dans la rue Chevtchenko (uk) à Sébastopol, par l'explosion d'un engin  improvisé télécommandé placé dans sa voiture. À la suite de la détonation, ses jambes ont été arrachées,,.

### 14 novembre
Deux colonnes de véhicules blindés russes sont entrées dans Koupiansk dans l'oblast de Kharkiv avant d'être repoussées,.
Pour la première fois, l'Union européenne utilise son propre budget afin de financer l'achat d'armes en faveur de l'Ukraine

### 15 novembre
Pour la première fois depuis le début du conflit, le chancelier allemand Olaf Scholz s'est entretenu au téléphone avec Vladimir Poutine pour évoquer les conditions de la paix en Ukraine.
L'Ukraine dénonce une tentative d'apaisement des tensions diplomatiques entre les deux pays,,.
La France achève la formation et l'équipement de la 155e brigade « Anna de Kiev » de près de 4 500 soldats. L’unité est équipée de 128 APC VAB, 18 chars légers AMX-10RC, 18 canons automoteurs CAESAR, des systèmes portatifs MANPADS Mistral et des missiles antichars ATGM Milan,,.
En Corée du Nord, Kim Jong-un ordonne la production massive de drones explosifs

### 16 novembre
Le ministre japonais des Affaires étrangères Takeshi Iwaya a rencontré le président ukrainien Volodymyr Zelensky à Kyiv.
Les forces ukrainiennes affirment avoir détruit un système de missiles russes Bouk-M1.
Le groupe de partisans ukrainiens Atesh affirme avoir mis le feu à des infrastructures ferroviaires à Tokmak, dans l'oblast de Zaporijjia occupé.
La Corée du Nord a fourni à la Russie 50 obusiers M1989 de calibre 170 mm et 20 MLRS de calibre 240 mm,.

### 17 novembre
La Russie a lancé une attaque aérienne massive contre des villes à travers l'Ukraine, tuant deux personnes à Mykolaïv, à Nikopol, à Odessa, et une à Lviv. Selon le Président Zelensky, plus de 200 missiles et 90 drones ont été tirés pendant la nuit et tôt le matin. Les frappes auraient eu lieu dans le cadre des attaques contre le réseau énergétique ukrainien (en) dans le but de perturber l'approvisionnement en électricité au cours de l'hiver à venir. Il s'agit de la plus grande attaque aérienne depuis août 2024, avec des rapports faisant état d’attaques contre les infrastructures critiques des oblasts de Lviv, d'Ivano-Frankivsk et de Rivne dans l'ouest de l’Ukraine, ainsi que sur les villes de Kryvyï Rih, Vinnytsia, Odessa et Kiev,,.

Volodymyr Zelensky indique qu'au cours de la nuit, la Russie aurait utilisé environ 120 missiles et 90 drones dont 140 auraient été détruits dont une dizaine par des chasseurs F-16,.

### 18 novembre
D'après l'agence Associated Press, le New York Times, le Washington Post et l'Agence France-Presse le président des États-Unis Joe Biden, dont le mandat se termine le 20 janvier 2025, a levé les restrictions qui interdisaient jusqu'alors à l'Ukraine d'utiliser des armes fournies par les États-Unis afin de mener des frappes en profondeur sur le territoire russe,,.

### 19 novembre
Millième jour du conflit.
L'armée ukrainienne a affirmé avoir frappé pour la première fois un dépôt de munitions en Russie, du 67e arsenal du GRAU à Karatchev dans l'oblast de Briansk, en utilisant des ATACMS,. Sergueï Lavrov a alors indiqué : « Nous considérerons cela comme une nouvelle phase de la guerre occidentale contre la Russie et nous réagirons en conséquence »,.
Le Président Volodymyr Zelensky affirme que l'Ukraine a fabriqué plus de deux millions et demi de munitions d’artillerie, de calibres variés du 60 au 155 mm, depuis le début de l'année 2024.
Le Président Biden a autorisé l’envoi de mines antipersonnel à l'usage de l'Ukraine, qui sont interdites par plus de 160 pays mais sont utilisées par la Russie. Ces mines terrestres ne doivent pas être utilisées dans des zones civiles et sont munies de minuterie qui les rendent inertes après un délai.

### 20 novembre
En Russie, les forces ukrainiennes affirment avoir détruit le poste de commandement du groupe de forces Sever de Goubkine, dans l'oblast de Belgorod, situé à environ 170 kilomètres de la frontière ukrainienne.
Des drones ukrainiens ont frappé le 13e arsenal 67e arsenal du GRAU situé à Kotovo, dans l'oblast de Novgorod, à environ 680 kilomètres de la frontière ukrainienne.
Des missiles de croisière Storm Shadow ont été tirés sur le poste de commandement souterrain de Marino, situé dans le raïon de Rylsk dans l'oblast de Koursk qui accueillait plusieurs officiers nord-coréens et russes. Le lieutenant général Valeri Solodtchouk, commandant de la 36e armée combinée aurait été tué, avec 18 soldats russes ; 33 blessés et 500 soldats de la RPDC ont été tués aussi, et le colonel général Kim Yong Bok aurait été blessé. Treize sapeurs de la 88e brigade mécanisée russe auraient été blessés par la suite en tentant d’éliminer les munitions non explosées,,.

### 21 novembre
Un missile balistique à moyenne portée russe a été utilisé pour atteindre l'usine aéronautique Pivdenmach, située dans le centre de Dnipro. Il s'agit de la première utilisation historique d'un tel type de missile dans un conflit. Dans un communiqué, l'armée de l'air ukrainienne affirme qu'il s'agirait d'un missile RS-26 Rubezh. Pour sa part, le président ukrainien Volodymyr Zelensky a indiqué que des expertises sont en cours, mais que le tir avait « les caractéristiques » d’un missile intercontinental. Un avis que ne partagent pas certains experts qui estiment que la distance entre la zone de tir (« depuis le cosmodrome de Kapoustine Iar, dans la région d’Astrakhan ») et la cible était inférieure à la portée minimale de ce type d’arme. Cependant, utiliser un tel missile pour une frappe conventionnelle n’a pas beaucoup de sens sur le plan militaire au regard de son manque de précision et de son coût élevé. Mais si c'est le cas, l’objectif du Kremlin était probablement de faire passer un message.
Vladimir Poutine a confirmé que la Russie avait tiré un nouveau type de missile balistique « Orechnik » sur l’Ukraine. Il pourrait s’agir d’une variante du RS-26 mais cela reste à démontrer, selon Héloïse Fayet, de l’IFRI. Pour sa part, le Département de la Défense des États-Unis a déclaré que l’Orechnik « est basé sur le modèle russe de missile balistique intercontinental RS-26 Roubej », lui-même dérivé du « RS-24 Iars ». Le Pentagone a annoncé avoir été informé par Moscou peu avant le lancement du missile via « les canaux de réduction du risque nucléaire », 30 minutes avant son tir, selon le porte-parole du Kremlin.

### 22 novembre
Dans l'oblast de Donetsk, les forces russes affirment avoir capturé le village de Berestky (uk), situé au nord de la ville et du réservoir de Kourakhove, ainsi que Novodmytrivka (uk), Petrivka (uk), Novooleksiïvka (uk), Illinka et Novosselydivka (uk),.

### 23 novembre
Jean-Noël Barrot, le ministre français des Affaires étrangères, a déclaré dans une interview accordée à la BBC : « La France ne fixe pas de lignes rouges pour soutenir l’Ukraine ». Il a réaffirmé le droit de l'Ukraine d'utiliser les missiles français pour son autodéfense, y compris les frappes contre la Russie, sans préciser si ces missiles avaient déjà été utilisés.
Des blogueurs russes rapportent que le colonel général Gennady Anashkin (en) a été démis de ses fonctions de commandant du district militaire sud après que ses subordonnés ont « soumis des rapports incorrects » sur les avancées près de la ville de Siversk, oblast de Donetsk, et qu'il dirigerait désormais l'Académie militaire Frounze,,.

### 24 novembre
Les forces ukrainiennes affirment avoir détruit une batterie russe de S-400, utilisée pour attaquer des cibles terrestres ukrainiennes, près du village de Bolshoe Zhirovo (ru) dans l'oblast de Koursk, Russie,.
Le Financial Times britannique rapporte que la Russie a recruté des centaines de mercenaires du Yémen avec l'aide de l'organisation armée houthie, leur promettant des salaires élevés et la citoyenneté russe pour rejoindre l'armée russe et participer à la guerre contre l'Ukraine. Ce contingent rejoint celui de Népalais, de Syriens et d'Indiens recruté par Moscou pour combattre l'Ukraine.
Vladyslav Voloshyn, porte-parole du Commandement sud des forces armées ukrainiennes, a déclaré que les troupes russes se préparaient à une offensive dans la partie sud de la région de Donetsk, « là où les régions de Donetsk et de Dnipropetrovsk se rencontrent ». Selon lui, l’offensive devrait se concentrer autour de Velyki Novosalky. Mais, les Russes se préparent à des opérations d’assaut en direction d'Orikhiv et de Houliaïpole dans la région de Zaporijjia. « Il y a une forte probabilité que l’ennemi mène également des opérations d'assaut, en essayant de percer nos défenses. » Les forces russes forment des groupes d'assaut, transfèrent des munitions et effectuent des reconnaissances aériennes à l'aide de drones

### 25 novembre
Russie, des drones ukrainiens ont mis le feu au dépôt pétrolier « Kaluganefteprodukt » du groupe Nefteprodukt à Kalouga, au sud-ouest de Moscou, et du fabricant d'instruments « Typhoon »,.
Des ATACMS sont tombés sur la base aérienne de Koursk-Vostotchny

### 26 novembre
Le secrétaire d'État américain Antony Blinken déclare que le G7 et ses partenaires étaient « déterminés » à ce que l'Ukraine dispose de l'argent, des munitions et des forces nécessaires pour se battre efficacement en 2025 ou négocier en position de force. Et les États-Unis continuent d'intensifier leur aide. « La réalité est la suivante : l'Ukraine se bat pour nous. Elle ne se bat pas seulement pour elle-même, elle se bat pour nous », a déclaré Blinken.

### 27 novembre
La défense aérienne russe indique avoir intercepté, vers Sébastopol, une attaque d'un groupe de drones, de missiles Neptune et de missiles S-200 qui volaient vers la partie nord-ouest de la péninsule de Crimée, touchant vraisemblablement l'aérodrome de Belbek,.
Un avion privé russe, un Antonov An-2, un biplan monomoteur plus connu sous le nom de « Kukuruznik », qui effectuait un exercice de photographie aérienne prévu a été pris pour cible par des agents de sécurité d'une raffinerie de pétrole à Salavat, en Bachkirie, qui l'ont confondu avec un drone ukrainien.

### 28 novembre
L'armée russe a lancé : 3 missiles S-300, 57 missiles Kh-101, 28 missiles Kalibr avec des armes à sous-munitions, 3 missiles Kh-59/69, 97 drones Shahed et des drones non identifiés contre les installations énergétiques de l'Ukraine,,.

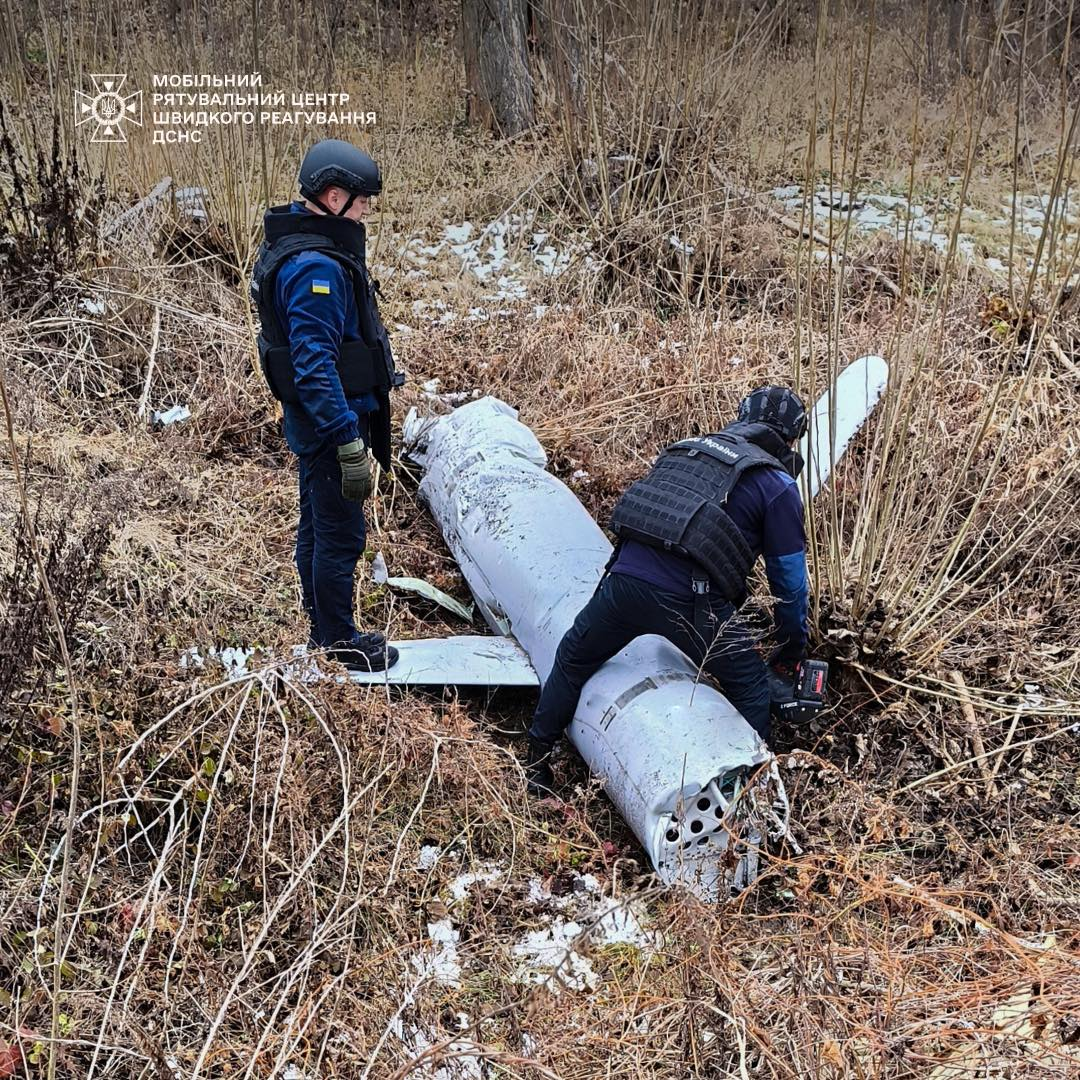
Restes d'un missile russe Kh-55 à Kiev après l’attaque

### 29 novembre
L'armée ukrainienne affirme avoir détruit une station radar d'un système de missiles antiaériens russe Bouk-M3 dans l'oblast occupé de Zaporijjia et attaqué une raffinerie de pétrole dans l'oblast de Rostov, Russie,  provoquant des incendies.
Le Président Vlodimir Zelenskyy a nommé le général de division Mykhaïlo Drapatiy au poste de commandant des forces terrestres ukrainiennes, en remplacement d'Oleksandr Pavliouk.

### 30 novembre
Le SBU a inculpé par contumace le colonel général Evgeniy Nikiforov, commandant du groupement « Ouest » de l'armée russe, pour avoir ordonné la frappe de missiles de Tchernihiv en août 2023 qui a tué sept personnes et en a blessé 200 autres.
La 3e brigade d'assaut ukrainienne a détruit un véhicule antichar nord-coréen Bulsae-4 dans l'oblast de Kharkiv à l'aide d'un drone,,.
Une roquette ukrainienne HIMARS, avec une ogive à sous-munitions, a frappé des éléments de la 83e brigade d'assaut aéroporté de la Garde, tuant et blessant au moins 37 membres du personnel dans l'oblast de Koursk, dont quatre officiers.
Des représentants de la Direction principale du renseignement rapportent qu'un radar Kasta-2E2 et deux radars 48Ya6-K1 « Podlet K1 » (uk), ont été détruits,,,.

### Décembre 2024
Pour les événements suivants, voir Chronologie de l'invasion de l'Ukraine par la Russie (décembre 2024).